# El Indio
El Indio är en ort i Mexiko.   Den ligger i kommunen Saucillo och delstaten Chihuahua, i den nordvästra delen av landet, 1 200 km nordväst om huvudstaden Mexico City. El Indio ligger 1 180 meter över havet och antalet invånare är 290.
Terrängen runt El Indio är platt åt sydväst, men åt nordost är den kuperad. Runt El Indio är det glesbefolkat, med 9 invånare per kvadratkilometer. Närmaste större samhälle är Ciudad Delicias, 18,3 km nordväst om El Indio. Trakten runt El Indio består till största delen av jordbruksmark.